# ذا بيز
ذا بيز (بالإنجليزية: The Bees) هي فرقة موسيقية بريطانية مكونة من 6 أعضاء. موسيقى الفرقة تعتبر من نوع الإيندي روك أو الروك السايكدلي. تتمتع الفرقة بتشكيلة متنوعة من الأساليب والتأثيرات، مثل الكانتري، والريغي، والجاز. أسسا الفرقة باول باتلر وآرون فليتشير.

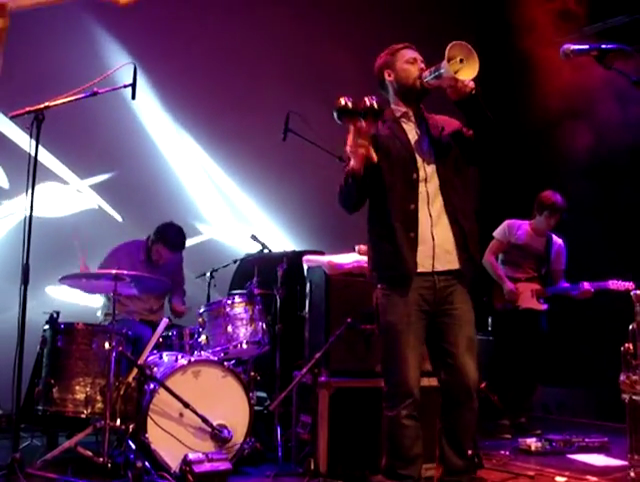
ذا بيز 2011

## تاريخ الفرقة
أصدرت الفرقة 4 ألبومات: ألبوم "Sunshine Hit Me"، الذي رُشح لجائزة ميركوري في عام 2002، ألبوم "Free the Bees" في 2004 الذي سُجل في أستديوهات آبي روود، ألبوم "Octopus" عام 2007 والألبوم الرابع "Every Step's A Yes" الذي صدر في أكتوبر 2011.
دعمت فرقة ذا بيز فرقة أويسس في عام 2005، وفرقة مادنس في ديسمبر 2007 خلال جولتهم الخاصة بعيد الميلاد، ودعمت باول ويلر في المملكة المتحدة في بعض تواريخ جولته "Winter Arena Tour". في عام 2010، قدمت الفرقة عرضًا لصحيفة The Sun، حيث غنوا أغنية "We Speak No Americano" ولعبوا أغاني من ألبومهم "Every Step's A Yes". كما ظهر باول باتلر على المسرح في مهرجان غلاستونبري في 2010 مع ديفندرا بانهارت، بعد أن قدموا عرضين خاصين بهم.
أحد التأثيرات التي ذكرتها فرقة ذا بيز هو المشروب المغير للعقل المعروف بالآياهواسكا. جاء باتلر ليشرب هذا الدواء النباتي مع الشامانات في بيرو بعد أن قدمه له بانهارت. وقال: "كل هذه التجربة جلبت الكثير من الفرح إلى حياتي. أعتقد أن هذا النوع من التطهير يساعد في تعزيز إيقاعك الطبيعي. لكل شخص أغنيته أو إيقاعه الخاص به، وهو فردي وشخصي فقط لك... وهذه الأنشطة تفتح ذلك."
في عام 2018، أعلن فليتشر وباركين أنهما شكلا فرقة جديدة تُدعى 77:78. تم إصدار ألبومهم الأول "Jellies" عبر Heavenly Recordings في 5 يوليو 2018.

## أعضاء الفرقة
- بول باتلر – غناء رئيسي، جيتار، بيانو، يراعة، مندولين، طقم طبول، الآلات الإيقاعية المختلفة، ساكسفون، بوق
- آرون فليتشر – باس، جيتار، بيانو، طبول، الإيقاع، كلمات، غناء
- توم جاردنر – طبول، باس
- تيم باركين – باس، بيانو، رودس بيانو، إيقاع، غناء، بوق
- وارن هامبشاير – أرغن هاموند، سماوية، جيتار أكوستيك، إيقاع، قيثار اليهودي، غناء
- كريس بيركين – جيتار، غناء
- جون ماكملين – جيتار
- مايكل كليفيت – طبول، إيقاع، باس، أرغن هاموند، غناء
- دارين بينك – ميلترون
- كريس ستانكوفيتش – بالزوقي كهربائي

## روابط خارجية
ذا بيز في AllMusic
ذا بيز في The Dwarf

## أنظر أيضًا
- أويسس
- مادنس
- مهرجان غلاستونبري